# Thoughts of a Predicate Felon
Thoughts of a Predicate Felon Tony Yayo bemutatkozó albuma, ami 2005. augusztus 30-án jelent meg.Az album elkészítésében több híres rapper is részt vett, mint például Eminem, vagy 50 Cent.

## Számok listája
1. "Intro"
2. "Homicide"
3. "It Is What It Is" (featuring Spider Loc)
4. "Tattle Teller"
5. "So Seductive" (featuring 50 Cent)
6. "Eastside Westside"
7. "Drama Setter" (featuring Eminem & Obie Trice)
8. "We Don't Give A Fuck" (featuring 50 Cent, Lloyd Banks, & Olivia)
9. "Pimpin"
10. "Curious" (featuring Joe)
11. "I'm So High" (featuring Kokane, 50 Cent)
12. "Love My Style"
13. "Project Princess" (featuring Jagged Edge)
14. "G-Shit"
15. "I Know You Don't Love Me" (featuring G-Unit)
16. "Dear Suzie"
17. "Live By The Gun"